# Ô tác bụng đen
Ô tác bụng đen, tên khoa học Lissotis melanogaster, là một loài chim trong họ Otididae.